# Sigge Boström
Sigurd Boström, švedski hokejist, * 26. november 1918, Švedska.
Boström je v švedski ligi igral za kluba Nacka SK in AIK IF. 
Za švedsko reprezentanco je nastopil na Svetovnem prvenstvu 1947, kjer je osvojil srebrno medaljo. 

## Statistika kariere
Odebeljeno - reprezentančni nastopi, glej tudi Statistika pri hokeju na ledu.
| Moštvo   | Liga         | Sezona |    | Redni del | Redni del | Redni del | Redni del | Redni del | Redni del |   | Končnica | Končnica | Končnica | Končnica | Končnica | Končnica |
| -------- | ------------ | ------ | -- | --------- | --------- | --------- | --------- | --------- | --------- | - | -------- | -------- | -------- | -------- | -------- | -------- |
| Moštvo   | Liga         | Sezona | OT | G         | P         | T         | +/-       | KM        | OT        | G | P        | T        | +/-      | KM       |          |          |
| Nacka SK | Švedska liga | 44/45  |    |           | 8         |           | 8         |           |           |   |          |          |          |          |          |          |
| Nacka SK | Švedska liga | 45/46  |    |           | 7         |           | 7         |           |           |   |          |          |          |          |          |          |
| Nacka SK | Švedska liga | 46/47  |    |           | 9         |           | 9         |           |           |   |          |          |          |          |          |          |
| AIK IF   | Švedska liga | 47/48  |    |           | 0         |           | 0         |           |           |   |          |          |          |          |          |          |
| AIK IF   | Švedska liga | 48/49  |    |           | 2         |           | 2         |           |           |   |          |          |          |          |          |          |
| AIK IF   | Švedska liga | 49/50  |    |           | 0         |           | 0         |           |           |   |          |          |          |          |          |          |
| Skupaj   |              |        |    |           | 26        |           | 26        |           |           |   |          |          |          |          |          |          |